# Semantisches Geschlecht
Das semantische Geschlecht bezeichnet die inhärente Geschlechtsreferenz eines Wortes auf ein konkretes Subjekt, das in der Regel eine Person oder in manchen Fällen auch ein Tier sein kann. Grammatisches und semantisches Geschlecht können, aber müssen nicht übereinstimmen.

## Semantisches Geschlecht im Deutschen
Neben geschlechtsspezifischen Personenbezeichnungen wie der Lehrer/die Lehrerin oder der Mann/die Frau existieren im Deutschen sog. Epizöna, also geschlechtsneutrale Personenbezeichnungen wie der Mensch, die Person oder das Genie. Epizöna kommen in allen drei Genera vor und bilden Begriffe, unter denen verschiedene Unterbegriffe stehen (z. B. Kind: Junge/Mädchen oder Pferd: Hengst/Stute). Geschlechtsspezifische Bezeichnungen hingegen treten paarweise auf und bilden direkte Gegensatzpaare (z. B. Lehrer/Lehrerin).
Personenbezeichnungen können also prinzipiell alle drei Genera im Deutschen haben, ungeachtet dessen, auf welches Sexus sie sich beziehen. Deshalb können Genus und Sexus auch voneinander abweichen, so beispielsweise bei "das Mädchen". Das grammatische Geschlecht ist neutral, das semantische feminin.
Grammatisch feminine, geschlechtsspezifische Personenbezeichnungen sind i. d. R. auch semantisch feminin, grammatisch maskuline, geschlechtsspezifische Personenbezeichnungen semantisch maskulin. Bei geschlechtsunspezifischen Bezeichnungen jedoch können semantisches und grammatisches Geschlecht voneinander abweichen (z. B. das Mädchen) bzw. das semantische Geschlecht ist nicht ermittelbar (z. B. die Personen, die Menschen, die Genies).

### Semantische vs. grammatische Kongruenz
Wenn grammatisches und semantisches Geschlecht voneinander abweichen, sind vor allem im verbalen Sprachgebrauch oft grammatische Inkongruenzen möglich. So beispielsweise bei den folgenden Sätzen:
(1) "Das Mädchen spielt mit seiner Puppe."
(2) "Das Mädchen spielt mit ihrer Puppe."
Satz 1 ist grammatisch kongruent, denn das Mädchen ist grammatisch neutral; das zugehörige Possessivpronomen ist deshalb sein. Satz 2 hingegen ist semantisch kongruent, denn das Mädchen referiert auf eine Person weiblichen Geschlechts; das zugehörige Possessivpronomen ist ihr. Satz 1 ist semantisch inkongruent, Satz 2 hingegen grammatisch inkongruent. Weicht das grammatische Geschlecht also vom semantischen ab, werden Sätze oftmals entweder semantisch oder grammatisch inkongruent gebildet.